# Oligacanthorhynchus circumflexus
Espèce
Synonymes
- Echinorhynchus circumflexus Molin, 1858 - protonyme

Oligacanthorhynchus circumflexus est une espèce d'acanthocéphales de la famille des Oligacanthorhynchidae.
C'est un parasite digestif de la taupe d'Europe.
Il a été découvert par Molin en 1858,.